# ملکه برفی
ملکه برفی (The Snow Queen) داستان کوتاهی نوشته هانس کریستین آندرسن است. داستان این کتاب یکی از طولانی‌ترین و همچنین تحسین برانگیزترین داستان‌هایی است که توسط این نویسنده نوشته شده و از روی آن نسخه‌های مصور بسیاری به چاپ رسیده‌است.

## خلاصه داستان
یک شیطان، در فرم یک ترول (یک موجود افسانه ای) یک آینه جادویی می‌سازد که ظاهر واقعی همه چیز را نشان می‌دهد. اما یک روز آینه توسط بی احتیاطی چند ترول دیگر به زمین می‌افتد و آینه به هزاران تکه تقسیم می‌شود که این تکه‌ها توسط باد در سرتاسر سرزمین پراکنده شدند و در چشم و قلب‌های مردم نفوذ کردند و دلشان را مثل یخ سرد و بی رحم ساختند. تمام ترول‌ها به فرمان ملکه برفی (snow queen) شروع به جمع‌آوری قطعه‌های آینه کردند.
چند سال بعد پسرک کوچکی به نام کای(kai) و دختر کوچکی به نام گردا(gerda)، در حیاط ساختمان‌هایی با سقف مشترک و پنجرهٔ مجاور در شهر بزرگی زندگی می‌کنند. کای پسر مهربان و دلسوزی بود همچنین مهارت فوق‌العاده ای در درست کردن پازل داشت و گردا هم دختر خوب و سخت کوشی بود. در یک روز تابستانی کای و گردا برای بازی بیرون رفته بودند اما متأسفانه آخرین قطعه‌ها از قطعات آینه در چشم و یکی دیگر در قلب کای نفوذ کرد، از آن روز به بعد رفتار کای تغییر کرد و آن پسر مهربان و دلسوز قبلی نبود، نفرت و بی رحمی قلب او را فراگرفته بود.
ملکه برفی که تقریباً تمام قطعه‌ها را جمع‌آوری کرده بود از مکان آخرین قطعات در بدن کای نیز آگاه بود. با این حال به کسی نیاز داشت تا قطعات آینه را به صورت درست در کنار هم قرار دهد و از آنجا که کای در درست کردن پازل با مهارت بود ملکه برفی تصمیم می‌گیرد که کای را به قصر بیاورد
در یک روز زمستانی که کای با سورتمه خود برای بازی به رودخانه یخ زده رفته بود، توسط ملکه ربوده شد. مردم شهر فکر می‌کردند که کای در رودخانه یخ زده غرق شده ولی گردا که نمی‌توانست باور کند کفش‌های قرمز محبوبش را پوشید و سفر خود را برای پیدا کردن دوست خود کای آغاز کرد.
همزمان با سفر گردا، کای در قصر ملکه برفی در حال درست کردن آینه جادویی بود.
گردا در سفر خود با ماجراهای زیادی روبرو شد تا اینکه فهمید کای در قصر ملکه برفی زندانی است. گردا با گوزن شمالی خودش را به قصر ملکه می‌رساند. وقتی کای را می‌بیند خوشحال می‌شود ولی کای او را نمی‌شناسد و بدون توجه به گردا به کار خود ادامه می‌دهد، زیرا کای الان دیگر خاطرات خود را بیاد نمی‌آورد. اما گردا ناامید نمی‌شود و موفق می‌شود کای گریه کند و قطعات آینه که در چشم و قلب کای بودند توسط اشک‌های جاری گردا بیرون بیایند و کای زنده بماند. آینه جادویی نیز مثل روز اولش شد و کای و گردا نیز به شهرشان بازگشتند.
چند سال بعد وقتی گردا و کای بزرگ شدند با هم ازدواج کردند.

## تقسیم داستان
این کتاب هفت داستان را شامل می‌شود:
1. آینه و تکه‌هایش
2. پسر کوچولو و دختر کوچولو
3. باغ گل زن جادوگر
4. پرنس و پرنسس
5. دخترک دزد
6. زن فنی و زن لاندی
7. چه اتفاقی برای قصر ملکه برفی افتاد و بعد از آنچه شد.